# 쇼치 블랙하트

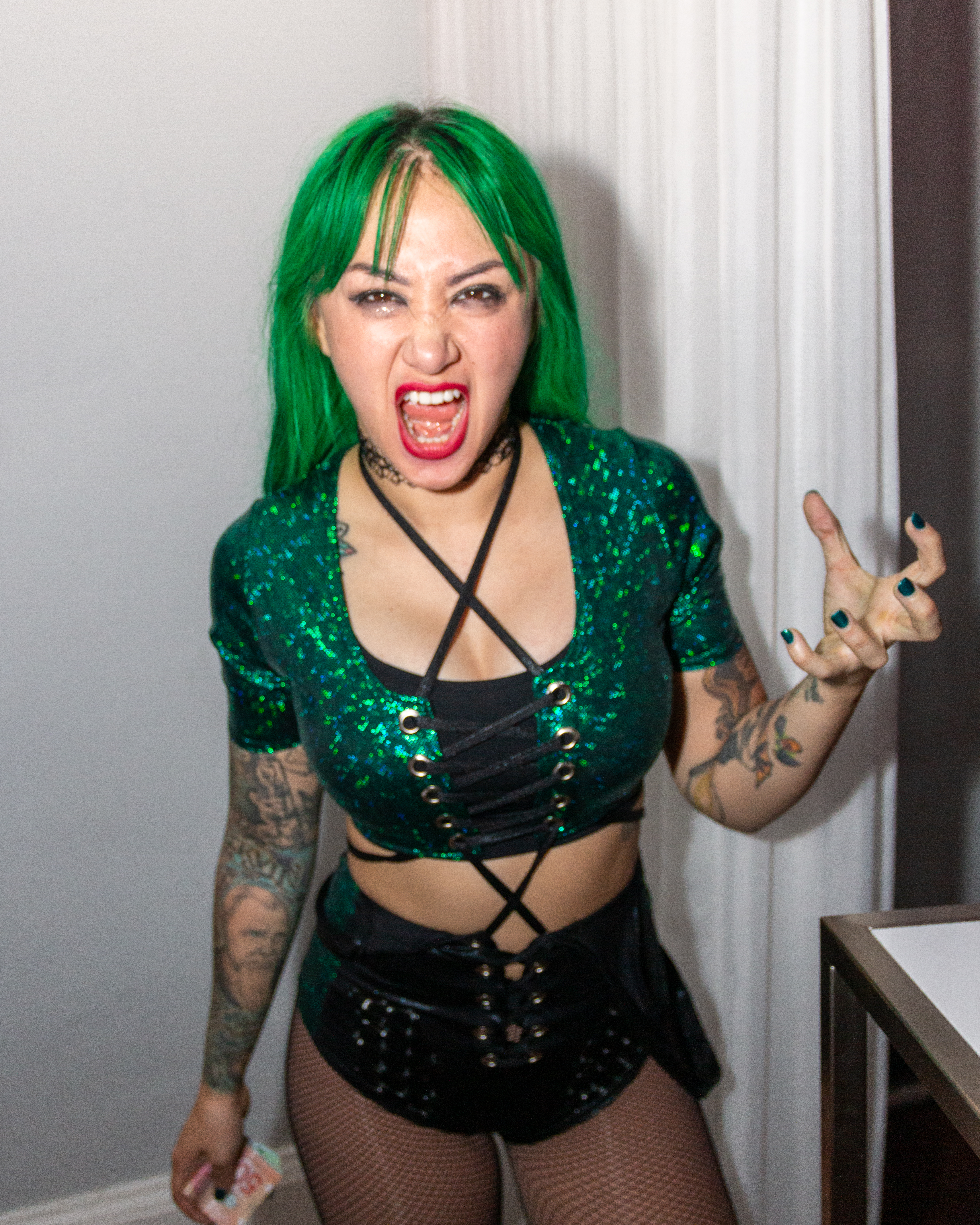

쇼치 블랙하트(Shotzi Blackheart, 1991년 3월 14일)는 미국의 여자 프로레슬링선수다. 미국 캘리포니아 주산타클라라카운티라고 하는데 거기서 태어난 모습이다. 본명은 애슐리 루이즈 우르반스키(Ashley Louise Urbanski)라고 한다. WWE 링네임은 쇼치(Shotzi)라고 한다. 피니쉬는 다이빙 센턴, 로매로 스트레치 드래곤 슬리퍼(드래곤 슬리퍼), 풀 넬슨 수플렉스, 네버 웨이크 업(레그훅 디디티), 네버 센턴 밤(센턴 밤), 에스티에프(스탭오버 투홀드 페이스락)로 사용을 한다. 이전에는 WWE NXT에서 활동을 한적도 있다고 한다. 예전에는 인디단체 이름이 미시 하이애시트(Missy Highasshit)라고 한다. 키는 169cm(5 ft 6 in)에다가 몸무게는 57kg(125 lb)라고 한다. 2013년 프로레슬링 입문으로 밝혀지는 바다. 

## Professional wrestling highlights
- Finishing moves
  - Diving senton - 2013-2022
  - Full nelson suplex - 2013-2022
  - Never senton bomb (Senton bomb) - 2022-present
  - Never Wake Up (Leghook DDT) - 2022-present
  - Romero Stretch Dragon Sleeper (Dragon sleeper) - 2013-2019
  - STF (Stepover toehold facelock) - 2019-present
- Signature moves
  - Cattle Mutilation (Bridging double chickenwing)
  - Inverted cloverleaf
  - Knee strike
  - Multiple DDT variations
    - Running
    - Satellite
    - Slingshot

  - Multiple kick variations
    - Enzuigiri
    - Jumping front drop
    - Question mark
    - Side
    - Spinning heel

  - Reverse cannonball
  - Running cutter
  - Sliced Bread (Diving shiranui)
  - Slingblade (Spinning sleeper slam), sometimes (Spinning reverse sleeper slam)
  - Spinning forearm smash
  - Springboard Bulldog
- Nickname
  - "The Ballsy Badass"
- Entrance themes
  - "Severed Head" by Eric John LaBrosse, Desiree Lynn Grin, Lawrence Albert Grin & Tyler A Kimpel (WWE NXT; 2019-2021)
  - "Ball Pit" by Rictus Grin (WWE; 2021-2023)
  - "I Am a Psycho" by Def Rebel (WWE/WWE NXT; 2023-present)

## 수상
- AWS 월드 위민스웨이트 챔피언 (1회)
- EBPW 월드 위민스웨이트 챔피언 (1회)
- GRPW 월드 레이디 락웨이트 챔피언 (1회)
- 베스트 월드 애쓸릿 인 더 이스트 베이웨이트 챔피언 (1회)
- 인터걸랙틱 월드 태그팀웨이트 챔피언 (1회) - 조이 라이언
- IWA 월드 미드-서든 위민스웨이트 챔피언 (1회)
- 랭크드 넘버 30 오브 더 탑 150 피멜 싱글즈 레슬링 인 더 PWI 위민스 100 인 2021
- 피닉스 월드 오브 라이즈웨이트 챔피언 (1회)
- 새버타즈 월드 워어 오브 더 젠더즈웨이트 챔피언 (2회)
- 샤인 월드 노바웨이트 챔피언 (1회)
- WWE NXT 월드 크루저웨이트 챔피언 (1회)
- WWE NXT 월드 위민스 태그팀 챔피언 (1회) - 엠버 문
- WWE NXT 이열 엔 어워즈 (1회)
  - 브레이크아웃 스타 오브 더 이열 (2020)